# 圣皮埃尔拉库尔站
圣皮埃尔拉库尔站是法国的一个铁路车站，位于法国西北部马耶讷省境内的圣皮埃尔拉库尔。

## 位置
圣皮埃尔拉库尔站位于圣皮埃尔拉库尔市区的中部，巴黎－布雷斯特铁路321.942公里处，距离拉瓦勒大约21.3公里。车站大致呈东西走向。主站房位于铁路线北侧，但现已另作它用。南侧亦可进出。

## 设施
圣皮埃尔拉库尔站是一个无人看守的乘降所，仅设有自动售票机，可出售有效期为7日的TER列车车票。

## 停靠线路
以下列车线路在圣皮埃尔拉库尔站停靠：
| 圣皮埃尔拉库尔站列车线路表 |              |          |        |              |
| 线路                       | 车种         | 上一站   | 下一站 | 大致运行频率 |
| 勒芒/拉瓦勒—雷恩           | TER Bretagne | 波布里耶 | 维特雷 | 每天10趟左右 |
| 1.                         |              |          |        |              |

## 配套交通

### 长途客车
圣皮埃尔拉库尔站附近暂无常规长途客运线路。当铁路线施工或罢工时，SNCF可能会提供途径该线路沿途站点的大巴车。

### 市内交通
圣皮埃尔拉库尔站附近暂无城市公共交通。

### 社会车辆
圣皮埃尔拉库尔站门口设有社会车辆停车场。

## 临近车站
| 圣皮埃尔拉库尔站（Gare de Saint-Pierre-la-Cour） |                    |                   |
| 上行车站                                         | 线路               | 下行车站          |
| 波布里耶站 4.4km ←                               | 巴黎－布雷斯特铁路 | 维特雷站 → 14.4km |
| - 本表仅显示运营中的线路及车站                   |                    |                   |